# Campionato britannico di Formula 4 2017
La stagione 2017 è stata la terza edizione del Campionato britannico di Formula 4 seguendo i regolamenti FIA Formula 4. Per questa stagione hanno preso parte nove team, tutti con sede in Gran Bretagna.
Il campionato è stato vinto da Jamie Caroline davanti ai due futuri piloti di Formula 1, Oscar Piastri e Logan Sargeant, ma la stagione è rimasta segnata dal terribile incidente di Billy Monger al Donington Park, come conseguenze del incidente al giovane pilota gli vengono amputate le parti inferiori delle gambe.

## Team e piloti

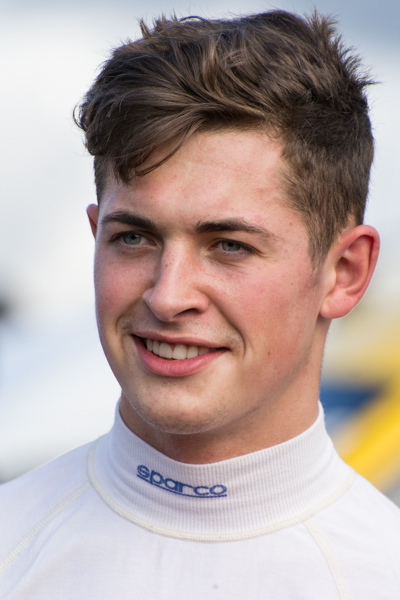
Jamie Caroline vincitore di dieci gare e vinse il campionato con 5,5 punti di vantaggio sul suo rivale più vicino, Oscar Piastri.

Tutte le squadre erano registrate in Gran Bretagna. 
| Team                         | #  | Piloti              | Classe | Rounds     |
| ---------------------------- | -- | ------------------- | ------ | ---------- |
| Richardson Racing            | 2  | Harry Webb          | F      | 1–5, 7, 10 |
| Fortec Motorsports           | 5  | Oliver York         | F      | 1–5        |
| Fortec Motorsports           | 5  | Oliver York         | 6–10   |            |
| Fortec Motorsports           | 18 | Hampus Ericsson     | F      | 2, 5–10    |
| Fortec Motorsports           | 25 | Alexandra Mohnhaupt |        | 6          |
| Fortec Motorsports           | 33 | Johnathan Hoggard   |        | 6–7, 9–10  |
| Carlin                       | 6  | Lucas Alecco Roy    |        | Tutti      |
| Carlin                       | 21 | Patrik Pasma        |        | Tutti      |
| Carlin                       | 31 | Logan Sargeant      |        | Tutti      |
| Carlin                       | 38 | Jamie Caroline      |        | Tutti      |
| TRS Arden Junior Racing Team | 7  | Alex Quinn          |        | Tutti      |
| TRS Arden Junior Racing Team | 12 | Ayrton Simmons      |        | Tutti      |
| TRS Arden Junior Racing Team | 46 | Yves Baltas         |        | 1–2        |
| TRS Arden Junior Racing Team | 64 | Olli Caldwell       | F      | 5–10       |
| TRS Arden Junior Racing Team | 81 | Oscar Piastri       |        | Tutti      |
| GW Motorsport                | 8  | Sam Smelt           |        | 6–10       |
| GW Motorsport                | 91 | Jacky Liu           |        | 1–5, 7     |
| Double R Racing              | 14 | Karl Massaad        |        | Tutti      |
| Double R Racing              | 76 | Linus Lundqvist     |        | Tutti      |
| Double R Racing              | 92 | Daniel Cao          |        | 1–5        |
| JHR Developments             | 20 | Harry Dyson         |        | 9–10       |
| JHR Developments             | 22 | Manuel Sulaimán     |        | 1–2, 6–10  |
| JHR Developments             | 23 | Billy Monger        | F      | 1–2        |
| Falcon Motorsport            | 29 | Lucca Allen         | F      | 6–10       |
| Sharp Motorsport             | 89 | Jamie Sharp         |        | Tutti      |

## Calendario e Risultati
Il calendario è stato annunciato il 16 giugno 2016.
| Round | Round | Circuito                   | Data         | Pole position                                | Giro veloce                                  | Pilota vincitore                             | Team vincitore                               | Ford F4 vincitore                            |
| ----- | ----- | -------------------------- | ------------ | -------------------------------------------- | -------------------------------------------- | -------------------------------------------- | -------------------------------------------- | -------------------------------------------- |
| 1     | R1    | Circuito di Brands Hatch   | 1 aprile     | Jamie Caroline                               | Alex Quinn                                   | Jamie Caroline                               | Carlin                                       | Billy Monger                                 |
| 1     | R2    | Circuito di Brands Hatch   | 2 aprile     |                                              | Patrik Pasma                                 | Ayrton Simmons                               | TRS Arden Junior Racing Team                 | Billy Monger                                 |
| 1     | R3    | Circuito di Brands Hatch   | 2 aprile     | Jamie Caroline                               | Alex Quinn                                   | Jamie Caroline                               | Carlin                                       | Billy Monger                                 |
| 2     | R4    | Circuito di Donington Park | 15 aprile    | Linus Lundqvist                              | Jamie Caroline                               | Jamie Caroline                               | Carlin                                       | Billy Monger                                 |
| 2     | R5    | Circuito di Donington Park | 15 aprile    |                                              | Logan Sargeant                               | Jamie Caroline                               | Carlin                                       | Oliver York                                  |
| 2     | R6    | Circuito di Donington Park | 16 aprile    | Linus Lundqvist                              | Oscar Piastri                                | Linus Lundqvist                              | Double R Racing                              | Oliver York                                  |
| 3     | R7    | Circuito di Thruxton       | 6 maggio     | Oliver York                                  | Linus Lundqvist                              | Jamie Caroline                               | Carlin                                       | Oliver York                                  |
| 3     | R8    | Circuito di Thruxton       | 7 maggio     |                                              | Linus Lundqvist                              | Jamie Caroline                               | Carlin                                       | Oliver York                                  |
| 3     | R9    | Circuito di Thruxton       | 7 maggio     | Alex Quinn                                   | Jamie Caroline                               | Jamie Caroline                               | Carlin                                       | Oliver York                                  |
| 4     | R10   | Circuito di Oulton Park    | 20 maggio    | Jamie Caroline                               | Linus Lundqvist                              | Jamie Caroline                               | Carlin                                       | Harry Webb                                   |
| 4     | R11   | Circuito di Oulton Park    | 21 maggio    |                                              | Alex Quinn                                   | Oscar Piastri                                | TRS Arden Junior Racing Team                 | Harry Webb                                   |
| 4     | R12   | Circuito di Oulton Park    | 21 maggio    | Gara rinviata a causa di danni alle barriere | Gara rinviata a causa di danni alle barriere | Gara rinviata a causa di danni alle barriere | Gara rinviata a causa di danni alle barriere | Gara rinviata a causa di danni alle barriere |
| 5     | R13   | Circuito di Croft          | 10 giugno    | Linus Lundqvist                              | Linus Lundqvist                              | Linus Lundqvist                              | Double R Racing                              | Harry Webb                                   |
| 5     | R14   | Circuito di Croft          | 11 giugno    |                                              | Alex Quinn                                   | Alex Quinn                                   | TRS Arden Junior Racing Team                 | Oliver York                                  |
| 5     | R15   | Circuito di Croft          | 11 giugno    | Linus Lundqvist                              | Linus Lundqvist                              | Linus Lundqvist                              | Double R Racing                              | Oliver York                                  |
| 6     | R16   | Circuito di Snetterton     | 29 luglio    | Oscar Piastri                                | Oscar Piastri                                | Oscar Piastri                                | TRS Arden Junior Racing Team                 | Olli Caldwell                                |
| 6     | R17   | Circuito di Snetterton     | 29 luglio    |                                              | Jamie Caroline                               | Jamie Caroline                               | Carlin                                       | Olli Caldwell                                |
| 6     | R18   | Circuito di Snetterton     | 30 luglio    | Oscar Piastri                                | Linus Lundqvist                              | Oscar Piastri                                | TRS Arden Junior Racing Team                 | Hampus Ericsson                              |
| 7     | R19   | Circuito di Knockhill      | 12 agosto    | Oscar Piastri                                | Jamie Caroline                               | Oscar Piastri                                | TRS Arden Junior Racing Team                 | Hampus Ericsson                              |
| 7     | R12   | Circuito di Knockhill      | 12 agosto    | Jamie Caroline                               | Jamie Caroline                               | Jamie Caroline                               | Carlin                                       | Oliver York                                  |
| 7     | R20   | Circuito di Knockhill      | 13 agosto    |                                              | Logan Sargeant                               | Oliver York                                  | Fortec Motorsports                           | Hampus Ericsson                              |
| 7     | R21   | Circuito di Knockhill      | 13 agosto    | Oscar Piastri                                | Oscar Piastri                                | Oscar Piastri                                | TRS Arden Junior Racing Team                 | Harry Webb                                   |
| 8     | R22   | Circuito di Rockingham     | 26 agosto    | Linus Lundqvist                              | Linus Lundqvist                              | Linus Lundqvist                              | Double R Racing                              | Hampus Ericsson                              |
| 8     | R23   | Circuito di Rockingham     | 27 agosto    |                                              | Oscar Piastri                                | Alex Quinn                                   | TRS Arden Junior Racing Team                 | Hampus Ericsson                              |
| 8     | R24   | Circuito di Rockingham     | 27 agosto    | Logan Sargeant                               | Jamie Caroline                               | Logan Sargeant                               | Carlin                                       | Hampus Ericsson                              |
| 9     | R25   | Circuito di Silverstone    | 16 settembre | Oscar Piastri                                | Ayrton Simmons                               | Alex Quinn                                   | TRS Arden Junior Racing Team                 | Hampus Ericsson                              |
| 9     | R26   | Circuito di Silverstone    | 17 settembre |                                              | Ayrton Simmons                               | Logan Sargeant                               | Carlin                                       | Hampus Ericsson                              |
| 9     | R27   | Circuito di Silverstone    | 17 settembre | Oscar Piastri                                | Oscar Piastri                                | Oscar Piastri                                | TRS Arden Junior Racing Team                 | Olli Caldwell                                |
| 10    | R28   | Circuito di Brands Hatch   | 30 settembre | Logan Sargeant                               | Linus Lundqvist                              | Linus Lundqvist                              | Double R Racing                              | Olli Caldwell                                |
| 10    | R29   | Circuito di Brands Hatch   | 30 settembre |                                              | Patrik Pasma                                 | Oliver York                                  | Fortec Motorsports                           | Olli Caldwell                                |
| 10    | R30   | Circuito di Brands Hatch   | 1º ottobre   | Alex Quinn                                   | Linus Lundqvist                              | Alex Quinn                                   | TRS Arden Junior Racing Team                 | Hampus Ericsson                              |

## Classifiche
I punti sono stati assegnati come segue:
| Posizione | 1º | 2º | 3º | 4º | 5º | 6º | 7º | 8º | 9º | 10º |
| Punti     | 25 | 18 | 15 | 12 | 10 | 8  | 6  | 4  | 2  | 1   |

### Classifica Piloti
| Pos. | Piloti              | BHI | BHI | BHI | DON | DON | DON | THR | THR | THR | OLT | OLT | OLT | CRO | CRO | CRO | SNE | SNE | SNE | KNO | KNO | KNO | KNO | ROC | ROC | ROC | SIL | SIL | SIL | BRH | BRH | BRH | Punti |
| ---- | ------------------- | --- | --- | --- | --- | --- | --- | --- | --- | --- | --- | --- | --- | --- | --- | --- | --- | --- | --- | --- | --- | --- | --- | --- | --- | --- | --- | --- | --- | --- | --- | --- | ----- |
| 1    | Jamie Caroline      | 1   | 5   | 1   | 1   | 1   | 15  | 1   | 1   | 1   | 1   | Rit | C   | 4   | 7   | 5   | 8   | 1   | 7   | 2   | 1   | 6   | 5   | 3   | Rit | 3   | 4   | 2   | 2   | 8   | 2   | 6   | 442   |
| 2    | Oscar Piastri       | 3   | 6   | 2   | 5   | 5   | 2   | 7   | 3   | 6   | 6   | 1   | C   | 2   | 2   | 3   | 1   | 7   | 1   | 1   | 6   | 8   | 1   | Rit | 10  | Rit | 3   | 3   | 1   | 4   | 5   | 5   | 376.5 |
| 3    | Logan Sargeant      | 4   | 4   | 6   | 10  | 13  | 4   | 6   | 4   | 2   | 5   | 2   | C   | 3   | 3   | 6   | 4   | 4   | 2   | 5   | 2   | 2   | 4   | 4   | 4   | 1   | 7   | 1   | 4   | 2   | 4   | Rit | 356   |
| 4    | Alex Quinn          | 2   | 7   | 3   | Rit | DNS | 9   | 2   | 6   | 11  | 2   | 8   | C   | 5   | 1   | 2   | 5   | 3   | 5   | 4   | Rit | 4   | 2   | 6   | 1   | 7   | 1   | 11  | Rit | Rit | 9   | 1   | 307   |
| 5    | Linus Lundqvist     | Rit | Rit | Rit | 2   | Rit | 1   | 5   | 2   | 4   | 3   | 5   | C   | 1   | 4   | 1   | 3   | 5   | 3   | 8   | Rit | Rit | 6   | 1   | Rit | 5   | 6   | 9   | 5   | 1   | 8   | 2   | 306.5 |
| 6    | Oliver York         | 9   | 8   | 8   | 4   | 2   | 3   | 4   | 8   | 3   | 10  | 7   | C   | 9   | 5   | 8   | 6   | 2   | 17  | 6   | 4   | 1   | 11  | 2   | 5   | 2   | 2   | 7   | Rit | 5   | 1   | 7   | 274.5 |
| 7    | Ayrton Simmons      | 7   | 1   | 5   | 11  | 6   | 10  | 8   | 5   | 12  | Rit | 6   | C   | 6   | Rit | 7   | 2   | 6   | 4   | 3   | 5   | 5   | 3   | 5   | 3   | 4   | 5   | 5   | 6   | 3   | 6   | Rit | 257.5 |
| 8    | Patrik Pasma        | 5   | 2   | 4   | 6   | 3   | Rit | 13  | 7   | 7   | 4   | 3   | C   | 8   | 6   | 9   | 11  | 9   | 12  | Rit | Rit | 10  | 7   | 7   | 2   | 10  | 10  | 8   | Rit | 6   | 16  | 4   | 167.5 |
| 9    | Karl Massaad        | 10  | 11  | 11  | Rit | 8   | 14  | 3   | Rit | 5   | 8   | Rit | C   | Rit | Rit | 4   | 10  | Rit | Rit | 12  | 3   | 9   | 16  | 9   | 12  | Rit | 11  | 6   | 7   | 10  | 10  | 10  | 83    |
| 10   | Hampus Ericsson     |     |     |     | 9   | 10  | 11  |     |     |     |     |     |     | 11  | 9   | 11  | 12  | EX  | 6   | 7   |     | 3   | 10  | 10  | 6   | 6   | 9   | 4   | 15  | 12  | 13  | 3   | 69    |
| 11   | Harry Webb          | 12  | 10  | 10  | 7   | 4   | 5   | 10  | 10  | 9   | 7   | 4   | C   | 7   | 8   | 10  |     |     |     | 11  | 7   | 7   | 8   |     |     |     |     |     |     | 11  | 11  | Rit | 68    |
| 12   | Billy Monger        | 6   | 3   | 7   | 3   | Rit | Rit |     |     |     |     |     |     |     |     |     |     |     |     |     |     |     |     |     |     |     |     |     |     |     |     |     | 44    |
| 13   | Manuel Sulaimán     | 8   | 9   | 9   | 13  | 12  | Rit |     |     |     |     |     |     |     |     |     | 9   | 12  | 9   | EX  |     | 11  | Rit | Rit | 13  | 8   | Rit | 10  | 10  | 7   | 3   | 8   | 43    |
| 14   | Olli Caldwell       |     |     |     |     |     |     |     |     |     |     |     |     | DNP | 10  | 12  | 7   | 8   | 8   | 9   | C   | 13  | 9   | 12  | 7   | Rit | 17  | 18  | 8   | 9   | 7   | 9   | 39    |
| 15   | Jamie Sharp         | Rit | 13  | 12  | 8   | 7   | 13  | 9   | 9   | 8   | 12  | 10  | C   | 10  | Rit | Rit | 14  | 13  | 14  | Rit | 9   | 12  | 15  | 8   | Rit | 11  | 13  | 14  | 12  | Rit | Rit | Rit | 22.5  |
| 16   | Johnathan Hoggard   |     |     |     |     |     |     |     |     |     |     |     |     |     |     |     | 17  | 11  | 10  | Rit |     | 17  | 17  |     |     |     | 8   | Rit | 3   | 13  | 14  | 11  | 20    |
| 17   | Sam Smelt           |     |     |     |     |     |     |     |     |     |     |     |     |     |     |     | 18  | 14  | 11  | 10  |     | 14  | 12  | 11  | 8   | 9   | 15  | 16  | 9   | Rit | 15  | Rit | 9     |
| 18   | Daniel Cao          | 11  | 12  | 16  | Rit | 9   | 7   | 11  | 11  | 10  | 11  | 9   | C   | Rit | Rit | 15  |     |     |     |     |     |     |     |     |     |     |     |     |     |     |     |     | 7     |
| 19   | Yves Baltas         | 13  | Rit | 13  | Rit | Rit | 6   |     |     |     |     |     |     |     |     |     |     |     |     |     |     |     |     |     |     |     |     |     |     |     |     |     | 4     |
| 20   | Jacky Liu           | Rit | 15  | 14  | 12  | 11  | 12  | 12  | 12  | Rit | Rit | 11  | C   | 12  | 11  | 14  |     |     |     | 14  | 8   | 16  | Rit |     |     |     |     |     |     |     |     |     | 4     |
| 21   | Lucas Alecco Roy    | Rit | 14  | 15  | Rit | Rit | 8   | Rit | 13  | Rit | 9   | Rit | C   | Rit | 12  | 13  | 16  | 10  | 13  | Rit | 10  | 15  | 13  | 13  | 9   | 12  | 16  | 15  | 14  | Rit | Rit | DNS | 2     |
| 22   | Lucca Allen         |     |     |     |     |     |     |     |     |     |     |     |     |     |     |     | 13  | 16  | 16  | 13  |     | Rit | 14  | 14  | 11  | 13  | 14  | 13  | 11  | 14  | 12  | Rit | 0     |
| 23   | Harry Dyson         |     |     |     |     |     |     |     |     |     |     |     |     |     |     |     |     |     |     |     |     |     |     |     |     |     | 12  | 12  | 13  | Rit | Rit | DNS | 0     |
| 24   | Alexandra Mohnhaupt |     |     |     |     |     |     |     |     |     |     |     |     |     |     |     | 15  | 15  | 15  |     |     |     |     |     |     |     |     |     |     |     |     |     | 0     |
| Pos. | Team                | BHI | BHI | BHI | DON | DON | DON | THR | THR | THR | OLT | OLT | OLT | CRO | CRO | CRO | SNE | SNE | SNE | KNO | KNO | KNO | KNO | ROC | ROC | ROC | SIL | SIL | SIL | BRH | BRH | BRH | Punti |

### Classifica Team
Ogni squadra ha nominato due piloti per segnare punti prima di ogni round. Tutti i piloti non nominati sono stati ignorati.
| Pos. | Team                         | Punti |
| ---- | ---------------------------- | ----- |
| 1    | Carlin                       | 869.5 |
| 2    | TRS Arden Junior Racing Team | 768.5 |
| 3    | Double R Racing              | 458.5 |
| 4    | Fortec Motorsports           | 430.5 |
| 5    | JHR Developments             | 150   |
| 6    | Richardson Racing            | 107.5 |
| 7    | Sharp motorsport             | 62    |
| 8    | GW Motorsport                | 54    |
| 9    | Falcon Motorsport            | 18    |